# Claude-Adrien Nonnotte

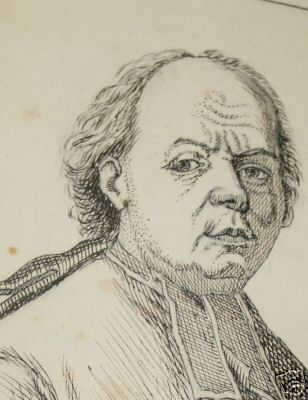
Claude-Adrien Nonnotte, mit Claude Francois Nonnotte beschriftete Federzeichnung eines unbekannten französischen Künstlers

Abbé Claude-Adrien Nonnotte (* 29. Juli 1711 in Besançon, Département Doubs; † 3. September 1793 ebenda) war ein französischer Jesuit, Prediger und Schriftsteller.

## Leben und Wirken
Nonnotte trat im Alter von 19 Jahren dem Jesuitenorden bei, dem er bis zu seinem Tode angehörte. Für den Orden predigte er in Amiens, Versailles und in Turin. Bekannt wurde er vor allem durch seine publizistischen Angriffe auf Voltaire. Letzterer gebrauchte in satirischer Absicht für den Namen des Gegners die leicht abgeänderte Schreibweise „Nonotte“, analog zu Umbenennungen weiterer Kritiker (Inclément statt Clément oder Sabotier statt Sabatier). 1762 veröffentlichte Nonnotte sein bekanntestes Werk, die „Erreurs de Voltaire“ oder mit späterem Titel, das „Examen critique ou Réfutation du livre des Moeurs“ in dem er dem 1756 erschienenen „Essai sur les moeurs“ Voltaire akribisch Unrichtigkeiten und vermeintliche Fehler nachwies. Voltaire entgegnete mit der Veröffentlichung der „Eclaircissements historiques“, der Nonnotte 1774 eine „Réponse aux Éclaircissements historiques et aux additions de Voltaire“ nachsetzte.
Nach der Aufhebung des Jesuitenordens 1773 durch Papst Clemens XIV., ließ sich Nonnotte wieder in Besançon nieder. 1772 veröffentlichte er in Avignon sein „Dictionnaire philosophique de la religion“ das einen Gegenentwurf zu Voltaires „Dictionnaire philosophique portatif“ darstellen sollte und alle Einwände gegen die Religion zurückwies. Ein weiterer Band seiner Trilogie der Irrtümer Voltaires „L’esprit de Voltaire dans ses ecrits“ erhielt aufgrund seiner Polemik 1779 nicht das Privileg durch die Pariser Zensurbehörde. Clemens XIII. und Alfonso Maria de Liguori zollten den Pamphleten Nonnottes Beifall, da sie in ihnen willkommene Werkzeuge gegen Voltaire und seine Freunde sahen. Zeitgenössische deutsche, italienische, polnische, spanische und portugiesische Übersetzungen der Werke Nonnottes sind bekannt. Posthum wurde 1819 in Besançon eine einzige Werkausgabe, die „Oeuvres de Nonnotte“ herausgegeben.
Die einzige deutschsprachige Monographie, die sich im 20. Jahrhundert mit Nonnotte beschäftigte, ist eine von Adolf Dyroff angeregte und bei ihm erstellte Dissertation.

## Schriften (Auswahl)
- Les Erreurs de Voltaire, späterer Titel: Examen critique ou réfutation du livre des moeurs. Fez, Avignon 1762, 2 Bände in 12°, XXXII, 344 und 297 S.
- Lettre à un ami sur les honnêtetés littéraires. Paris 1766
- Les erreurs de Voltaire, nouvelle édition, revue, corrigée, augmentée, avec la réponse aux éclaircissements historiques et aux additions de Voltaire. Compagnie des libraires, Amsterdam 1766, 8°, (2),48, 536, (4),(2), 475 und (2) S.
- Dictionnaire philosophique de la religion. 4 Bände, Avignon 1772
- L’emploi de l’argent. Avignon 1787
- Le gouvernement des paroisses. Paris 1802
- Les philosophes des trois premiers siècles de l’église. Gauthier, Besançon 1819, 12°, 480 S.